# Борлыбулак
Борлыбулак (каз. Борлыбұлақ) — село в Каркаралинском районе Карагандинской области Казахстана. Входит в состав Киргизского сельского округа. Код КАТО — 354869200.

## Население
В 1999 году население села составляло 229 человек (117 мужчин и 112 женщин). По данным переписи 2009 года, в селе проживали 244 человека (129 мужчин и 115 женщин).